# Na fujarce (album)

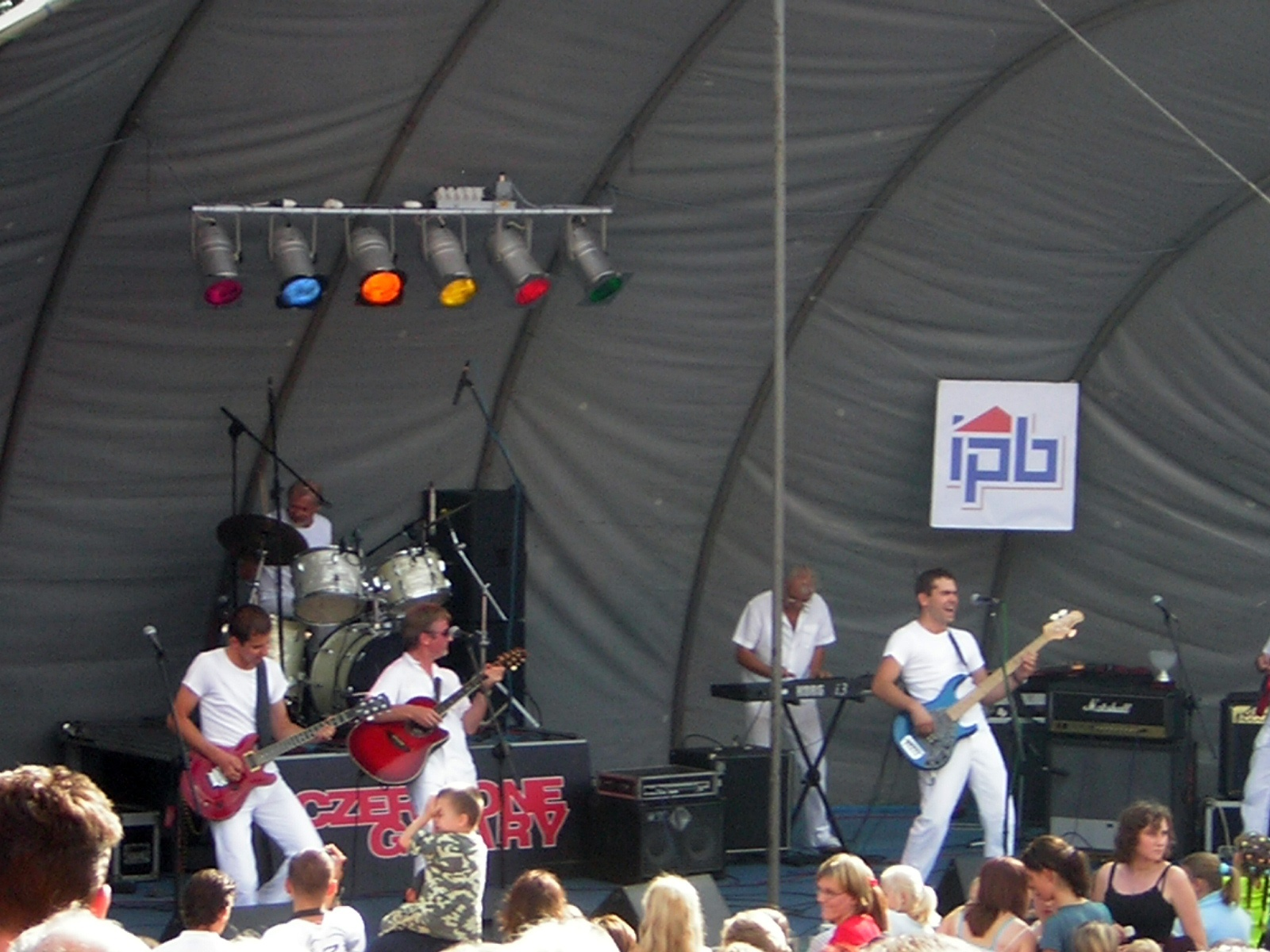
Czerwone Gitary na koncercie w Iławie

Na fujarce – album zespołu Czerwone Gitary wydany w 1970 roku nakładem wydawnictwa Muza.

## Lista utworów

### Strona 1
1. „Bez naszej winy” (S.Krajewski, K.Dzikowski)
2. „Słońce za uśmiech” (J.Skrzypczyk, J.Kondratowicz)
3. „Wracać do tego” (S.Krajewski, K.Winkler)
4. „Miasta i ludzie” (J.Skrzypczyk, J.Krynicz)
5. „Na niebie Krzyż Południa” (S.Krajewski, M.Gaszyński)
6. „Czekam na twój przyjazd” (S.Krajewski, K.Dzikowski)

### Strona 2
1. „Od jutra nie gniewaj się” (B.Dornowski, K.Dzikowski)
2. „Kim mógłbym być” (S.Krajewski, A.Bianusz)
3. „Cóż ci więcej mogę dać” (S.Krajewski, Z.Gozdawa, W.Stępień)
4. „Tyle szczęścia” (S.Krajewski, K.Dzikowski)
5. „Dawno i daleko” (S.Krajewski, M.Gaszyński, B.Loebl)
6. „Na fujarce” (B.Dornowski, K.Dzikowski)

## Twórcy
- Seweryn Krajewski - wokal, gitara, organy
- Bernard Dornowski - wokal, gitara basowa
- Jerzy Skrzypczyk - wokal, perkusja
- Dominik Konrad - wokal, gitara, flet

### Personel
- Zofia Gajewska - reżyser nagrania
- Jacek Złotkowski - operator dźwięku
- Marek Karewicz - projekt graficzny, fotografia